# Землетрус на Яві (2022)
6°51′11″ пд. ш. 107°05′42″ сх. д. / 6.853° пд. ш. 107.095° сх. д.
21 листопада 2022 року о 13:21 за місцевим часом на заході острова Ява в Індонезії стався потужний землетрус. Щонайменше 271 людини загинуло, 2043 зникли безвісти, понад 56 тисю будівель було пошкоджено.

## Тектонічна обстановка
Ява лежить поблизу активної конвергентної межі, яка розділяє Зондську плиту на півночі та Австралійську плиту на півдні. На межі, позначеній Зондським жолобом, Австралійська плита, що рухається на північ, занурюється під Зондську плиту. Зона субдукції здатна генерувати землетруси магнітудою до 8,7, у той час як Австралійська плита також може приймати глибші землетруси в літосфері, що опускається (внутрішньоплитні землетруси) під узбережжям Яви. Зона субдукції викликала два руйнівні землетруси та цунамі в 2006 і 1994 роках. Внутрішньоплитний землетрус у 2009 році також спричинив серйозні руйнування.
Порівняно з дуже нахиленою конвергенцією через межу плити на Суматрі, поблизу Яви, вона близька до ортогональної. Тим не менш, все ще є невеликий компонент лівобічного зсуву, який розміщений у межах верхньої Зондської плити. Розлом Cimandiri є однією з структур, які вважаються відповідальними. Польові дослідження в поєднанні з морфометричним аналізом показують, що зона розлому Сімандірі є відносно широкою зоною розломів і складчастості з шістьма ідентифікованими сегментами. Старіші частини зони розломів мають ознаки домінуючого лівостороннього зсуву, тоді як молодші частини демонструють переважно косий зсув із сумішшю взбросів і лівобічного зсуву.

## Землетрус
За даними Агентства метеорології, кліматології та геофізики (BMKG), землетрус стався на глибині 11 км (6,8 миля), його класифікували як поверхневу подію. Він мав фокальний механізм зсуву і пов'язаний із сейсмічної активністю на розломі Цімандірі або Падаларанґ, хоча точне джерело не встановлено. Розлом Cimandiri становить 100 км (62 миля) довгий і проходить уздовж річки Мандірі . Він простягається від затоки Палабуханрату до регентства Чіанжур. Це зсув з невеликою вертикальною складовою вздовж ділянки від затоки Палабуханрату на південний схід від Сукабумі . Разом із розломами Лембанг і Барібіс ці структури можуть спричиняти руйнівні землетруси.
Землетрус також міг бути спричинений іншим розломом. Професор інженерної геології в Університеті Паджаджаран сказав, що місце епіцентру було 10 км (6,2 миля) від розлому Сімандірі, малоймовірно, що це джерело. Можливим джерелом розлому був той, який був похований під вулканічними відкладеннями з гори Геде.
Модифікована інтенсивність Меркаллі V—VI відчувалася в Чіанжурі, тоді як інтенсивність IV—V відчувалася в Гаруті та Сукабумі. У містах Сімахі, Лембанг, місто Бандунг, Сікалонг -Ветан, Рангкасбітунг, Богор і Байя землетрус відчувався силою III. До 23 листопада на 07:00 було зафіксовано 169 афтершоків магнітудою від 1,5 до 4,0.
Геологічна служба США (USGS) заявила, що землетрус стався в результаті зсувного розлому в корі Зондської плити. Фокальні механізми вказують на те, що розрив стався або на крутому північному простяганні, правосторонньому зсуві, або на лівосторонньому крутому східному зсуві. Його розташування 260 км (160 миля) північний схід від зони субдукції.
Землетруси в Чіанджурі реєструються з 1844 року. У 1910, 1912, 1958, 1982 і 2000 роках землетруси спричинили руйнування та жертви в цьому районі. Сіанджур також постраждав від землетрусу 1879 року, який забрав життя. Неглибокі внутрішні землетруси на Яві нечасті, але смертельні. У 1924 році поблизу Вонособо від двох землетрусів загинуло близько 800 людей. Чотири інші землетруси в 20 столітті спричинили від 10 до 100 смертей. Землетрус у Джок'якарті 2006 року також був неглибоким землетрусом, у результаті якого загинуло 5749 людей.

## Наслідки

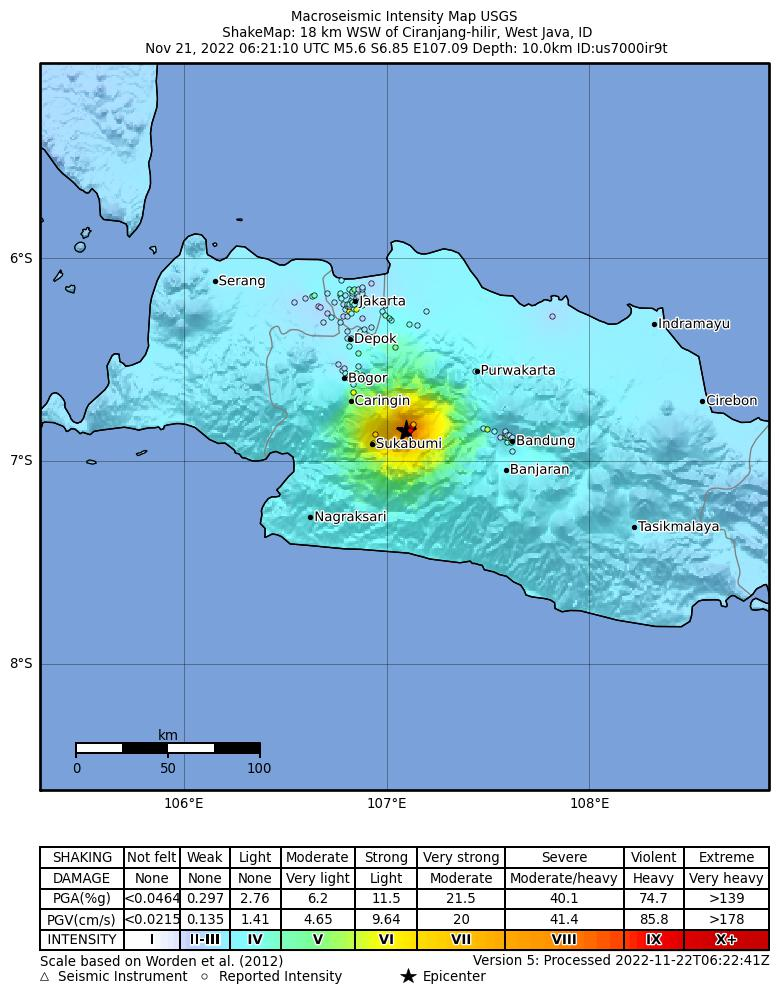
Карта інтенсивності струсу

Незважаючи на відносно невеликі розміри землетрусу, його невелика глибина викликала сильні поштовхи. Землетруси такого розміру зазвичай пов'язані з легкими пошкодженнями, але невелика глибина та погана конструкція вплинули на руйнування. Національне агентство з протидії стихійним лихам (BNPB) заявило, що ступінь збитку будинків і будівель все ще оцінюється, але назвало збитки «великими». Збитки зазнали 12 із 32 округів регіону Сіанджур — найбільше постраждав район Кугенанг.
Щонайменше 56 230 будинків було пошкоджено, у тому числі 22 241 були сильно пошкоджені. Щонайменше 11 641 і 22 090 будинків отримали помірні і легкі пошкодження відповідно. Також постраждали 31 школа, 124 культові споруди, 13 офісів і три медичні установи. Обвалився торговий центр. Пошкоджено дві урядові будівлі, три школи, лікарню, релігійний об'єкт та ісламську школу-інтернат. Міністерство релігій заявило про пошкодження 21 мечеті.
Зсуви зрізали дороги. Зсув ґрунту вздовж національної дороги Пунчак-Чіпанас-Чіанжур змусив перекрити рух. Також вздовж доріг траплялися повалені дерева, вирвані з корінням опори та обірвані електрокабелі. Міністерство енергетики та мінеральних ресурсів повідомило, що в районі Кугенанг сталися два зсуви. Один виміряв 44м і 16м, тоді як остання виміряна 162м і 45м висотою.
Відключення електроенергії торкнулося понад 366 000 будинків, з яких 89 відсотків уже відновлено. Щонайменше 681 будинок, шість шкіл і 10 релігійних споруд були пошкоджені в регіоні Сукабумі . Жодних смертей там не зафіксовано, хоча 11 людей отримали поранення, а 58 сімей були переміщені. У підрайоні Карінгін, регентство Лебак, було пошкоджено дві школи та 89 будинків, поранено одну людину. Сімдесят вісім будинків, медресе та ісламська школа-інтернат були пошкоджені в регіоні Богор.
Землетрус також відчули в Джакарті, столиці Індонезії. Деякі з багатоповерхівок хиталися, їх евакуювали.

## Втрати
За даними BNPB, щонайменше 271 людина загинула — 122 тіла були успішно ідентифіковані. Більшість смертей спричинені обвалом будівель. Більшість були учні кількох шкіл, які загинули внаслідок падіння уламків. BNPB показало, що принаймні 37 відсотків смертей були дітьми. У Сіканкана, селі в районі Гекбронг, шестеро студентів померли від травм голови. У районі Кугенанг під зсувом знайшли тіла 10 людей. 22 листопада офіційно повідомлялося про 62 загиблих . Пізніше губернатор Західної Яви Рідван Каміл неправильно повідомив про 162 загиблих після того, як поєднав неперевірені усні повідомлення про 100 смертей із попередньою офіційною цифрою. Кількість постраждалих, ймовірно, зросте, оскільки жертви все ще були поховані під уламками будівель, а одну ділянку завадив зсув.
Ще 2043 людини отримали поранення і до 40 людей вважаються зниклими безвісти, ймовірно, похованими під обваленими будівлями. Тридцять дев'ять людей вважаються зниклими безвісти в Кугенанг і один у Варунг-Конданг. Десятки учнів отримали поранення через падіння уламків на їхні школи. Постраждалих доставили до чотирьох лікарень навколо Чіанжура. Через велику кількість поранених, які прибули до лікарні Чанжур, на стоянці був побудований польовий госпіталь. У лікарні Сімакан 237 людей отримали лікування — 150 були виписані, а ще 13 померли. Ще 61 000 осіб були переміщені.

### Пошукові роботи
Індонезійська медична асоціація мобілізувала 200 лікарів, тоді як Національне пошуково-рятувальне агентство мобілізувало персонал і обладнання до п'яти постраждалих районів. Пошуково-рятувальні групи були направлені для встановлення місцезнаходження зниклих безвісти. Гелікоптери проводили аерофотозйомку та евакуювали людей. Для розшуку зниклих безвісти в 12 районах було направлено 796 чоловік. Губернатор Західної Яви Рідван Каміл закликав групу швидкого реагування Джабара відреагувати. Команда мала прибути в райони Кугенанг, Варунг Конданг і Пачет Сіпанас регентства Чіанджур.

## Наслідки
Ті, хто вижив у Чіанжурі, побудували імпровізовані намети в громадських місцях або на подвір'ях. 22 листопада один із постраждалих заявив, що вони все ще самостійні, оскільки не надали жодної допомоги. Через побоювання повторних поштовхів жителі не повернулися до своїх домівок. У селі Памоянан Сіанджурського району 150 жителів ночували під павільйоном . Інші спали вздовж доріг або під навісами магазинів. Вранці 22 листопада їжі ще не було.
22 листопада Міністерство соціальних справ встановило 1000 великих наметів у семи постраждалих районах. Також були поставлені готові продукти харчування та громадська кухня. Тридцять п'ять співробітників, у тому числі п'ять медичних працівників з авіабази Хусейн Састранегара, відвідали постраждалий район. База також постачала продовольство, медикаменти, кухонну техніку та матеріально-технічне забезпечення. У цей район було направлено понад 1000 солдатів із сусідніх частин.
За даними BNPB, будинки, які були пошкоджені, будуть реконструйовані з сейсмостійкістю. Міністерство громадських робіт і житлово-комунального господарства мобілізувало персонал і важку техніку для прибирання дерев і зсувного сміття на дорогах. У районі Чанжур було відключено електроенергію. Робітники Perusahaan Listrik Negara (PLN) були направлені для відновлення електроенергії для 366 675 споживачів після того, як землетрус торкнувся 1957 підстанцій. На ранок 22 листопада працювало 1802 підстанції, відновлено електропостачання на 89 % території.

## Реакції
Президент Джоко Відодо доручив міністру житлово-комунального господарства Басукі Хадімульоно визначити збитки. Басукі прибув до Чіанжуру 21 листопада За словами президента Відодо, жителі, чиї будинки отримали сильні, середні або мілкі пошкодження, отримають 50 млн, 25 млн і 10 млн рупій допомоги відповідно. Мешканцям порадили не відвідувати схили та береги річок через ризик паводків.